# Amphineurus meridionalis
Amphineurus meridionalis är en tvåvingeart som beskrevs av Alexander 1924. Amphineurus meridionalis ingår i släktet Amphineurus och familjen småharkrankar. Inga underarter finns listade i Catalogue of Life.